# Charles P. Thacker
Charles P. (Chuck) Thacker (Pasadena, Califòrnia, 26 de febrer de 1943 - Palo Alto, Califòrnia, 12 de juny de 2017) fou un pioner estatunidenc del disseny d'ordinadors. Va treballar en el Xerox Alto que fou el primer ordinador a utilitzar una interfície gràfica d'usuari dirigida per ratolí.

## Biografia
Thacker va néixer a Pasadena, Califòrnia, el 26 de febrer de 1943.
Es va llicenciar en Física a la Universitat de Califòrnia a Berkeley el 1967.
Després va formar part del "Project Genie" el 1968, a la mateixa universitat, que va desenvolupar el sistema pioner Berkeley Timesharing System en un SDS 940.
Butler Lampson, Thacker, i d'altres van marxar-ne per formar l'empresa Berkeley Computer Corporation, on Thacker s'encarregava de dissenyar el processador i el sistema de memòria. Encara que BCC no va tenir èxit comercial, aquest grup va convertir-se en el nucli tecnològic del laboratori de sistemes informàtics al Xerox PARC).
Thacker va treballar a PARC durant els anys 70 i 80, on va ser el líder del projecte del sistema d'informàtica personal Xerox Alto,
va ser co-inventor de la LAN Ethernet, i va contribuir al molts altres projectes, incloent-hi la primera impressora làser.
El 1983, Thacker va ser fundador del Systems Research Center (SRC) de l'empresa Digital Equipment Corporation (DEC), i el 1997, va passar a Microsoft Research per ajudar a establir-ne un centre a Cambridge, Anglaterra.
Després de tornar als Estats Units, Thacker va dissenyar el maquinari per al Tablet PC de Microsoft, basant-se en la seva experiència amb el "Dynabook provisional" de PARC, i després el Lectrice, un ordinador de mà dirigit per llapis del DEC SRC.

## Premis
El 1994, va ser nomenat Fellow de l'Association for Computing Machinery.
El 1996, fou nomenat ex-alumne distingit d'informàtica a la U.C. Berkeley.
El 2004, va guanyar el Premi Charles Stark Draper juntament amb Alan C. Kay, Butler W. Lampson, i Robert W. Taylor.
El 2007, va guanyar la medalla John von Neumann Medal de l'IEEE.
El 2007, va ser nomenat Fellow del Computer History Museum per "liderar el desenvolupament del Xerox PARC Alto, i per innovacions en sistemes informàtics personals en xarxa i tecnologies d'impressió làser".
El 2010, l'Association for Computing Machinery li va atorgar el Premi Turing de 2009 reconeixent el seu disseny pioner i l'execució de l'Alto, el primer ordinador personal modern, a més de les seves contribucions a l'Ethernet i la tauleta tàctil.
Thacker té un doctorat honorari de l'Institut Federal de Tecnologia suís. and is a Technical Fellow at Microsoft.